# Льюїстаун (Монтана)
Льюїстаун (англ. Lewistown) — місто (англ. city) в США, в окрузі Фергус штату Монтана. Населення — 5952 особи (2020).

## Географія
Льюїстаун розташований за координатами 47°3′6″ пн. ш. 109°27′14″ зх. д. / 47.05167° пн. ш. 109.45389° зх. д. (47.051639, -109.453867). За даними Бюро перепису населення США в 2010 році місто мало площу 13,78 км², уся площа — суходіл. В 2017 році площа становила 14,82 км², уся площа — суходіл.

### Клімат
| Клімат : Льюїстаун                 | Клімат : Льюїстаун | Клімат : Льюїстаун | Клімат : Льюїстаун | Клімат : Льюїстаун | Клімат : Льюїстаун | Клімат : Льюїстаун | Клімат : Льюїстаун | Клімат : Льюїстаун | Клімат : Льюїстаун | Клімат : Льюїстаун | Клімат : Льюїстаун | Клімат : Льюїстаун | Клімат : Льюїстаун |
| Показник                           | Січ.               | Лют.               | Бер.               | Квіт.              | Трав.              | Черв.              | Лип.               | Серп.              | Вер.               | Жовт.              | Лист.              | Груд.              | Рік                |
| Абсолютний максимум, °C            | 22,8               | 21,1               | 31,1               | 31,7               | 36,7               | 40,6               | 40,6               | 39,4               | 37,2               | 33,3               | 27,2               | 23,3               | 40,6               |
| Середній максимум, °C              | −0,1               | 2,4                | 6,1                | 11,8               | 17,0               | 21,9               | 26,4               | 26,6               | 20,4               | 14,1               | 5,6                | 1,2                | 12,8               |
| Середня температура, °C            | −5,9               | −3,6               | 0,1                | 5,1                | 10,1               | 14,6               | 18,1               | 18,1               | 12,6               | 6,8                | −0,5               | −4,8               | 5,9                |
| Середній мінімум, °C               | −11,9              | −9,6               | −5,9               | −1,6               | 3,1                | 7,2                | 9,7                | 9,6                | 4,7                | −0,5               | −6,6               | −10,8              | −1,1               |
| Абсолютний мінімум, °C             | −43,3              | −41,1              | −33,3              | −27,2              | −11,7              | −6,1               | −2,8               | −2,8               | −14,4              | −23,3              | −34,4              | −41,1              | −43,3              |
| Норма опадів, мм                   | 23                 | 14                 | 29                 | 35                 | 74                 | 74                 | 53                 | 48                 | 35                 | 27                 | 19                 | 21                 | 452                |
| Днів з опадами                     | 8,9                | 7,0                | 9,8                | 9,4                | 12,7               | 12,7               | 10,1               | 9,8                | 8,2                | 6,8                | 7,4                | 9,2                | 112,0              |
| Днів зі снігом                     | 8,0                | 6,7                | 8,3                | 5,1                | 1,8                | 0,0                | 0,0                | 0,0                | 0,9                | 2,9                | 6,1                | 8,2                | 48,0               |
| ---------------------------------- | ------------------ | ------------------ | ------------------ | ------------------ | ------------------ | ------------------ | ------------------ | ------------------ | ------------------ | ------------------ | ------------------ | ------------------ | ------------------ |
| Джерело: NOAA (normals, 1971–2000) |                    |                    |                    |                    |                    |                    |                    |                    |                    |                    |                    |                    |                    |

## Демографія
Згідно з переписом 2010 року, у місті мешкала 5901 особа в 2761 домогосподарстві у складі 1512 родин. Густота населення становила 428 осіб/км². Було 3007 помешкань (218/км²).
Расовий склад населення:
| - 95,4 % — білих - 1,7 % — корінних американців - 0,4 % — азіатів - 0,3 % — чорних або афроамериканців |

До двох чи більше рас належало 2,0 %. Частка іспаномовних становила 2,1 % від усіх жителів.
За віковим діапазоном населення розподілялося таким чином: 20,4 % — особи молодші 18 років, 57,9 % — особи у віці 18—64 років, 21,7 % — особи у віці 65 років та старші. Медіана віку мешканця становила 45,4 року. На 100 осіб жіночої статі у місті припадало 96,8 чоловіків; на 100 жінок у віці від 18 років та старших — 94,8 чоловіків також старших 18 років.
Середній дохід на одне домашнє господарство становив 45 999 доларів США (медіана — 35 990), а середній дохід на одну сім'ю — 54 150 доларів (медіана — 47 543). Медіана доходів становила 37 750 доларів для чоловіків та 29 167 доларів для жінок. За межею бідності перебувало 9,3 % осіб, у тому числі 17,2 % дітей у віці до 18 років та 5,4 % осіб у віці 65 років та старших.
Цивільне працевлаштоване населення становило 2942 особи. Основні галузі зайнятості: освіта, охорона здоров'я та соціальна допомога — 30,4 %, науковці, спеціалісти, менеджери — 10,6 %, мистецтво, розваги та відпочинок — 9,4 %, будівництво — 9,4 %.